# Opera (браузър)
Вижте пояснителната страница за други значения на Опера.
Opera е софтуерно приложение, даващо възможност на потребителите да посещават уеб сайтове, да изпращат и да получават електронна поща, да използват IRC, новинарски емисии, торенти и адресна книга. Opera се рекламира като „най-бързия браузър на земята“, лозунг, който е подкрепян от множество професионално издържани тестове.
Първоначално Opera е пусната на 10 април 1995 г., което я прави един от най-старите настолни уеб браузъри, които все още се разработват активно днес. Това е комерсиален софтуер за първите десет години и има свой собствен двигател за оформление на Presto. През 2013 г. Opera премина от двигателя на Presto към Chromium.
Уеб браузърът може да се използва в операционни системи Microsoft Windows, Android, iOS, macOS и Linux. Има и мобилни версии, наречени Opera Mobile и Opera Mini. Освен това потребителите на Opera имат достъп до приложение за новини, базирано на AI платформа, Opera News.
Компанията пуска ориентирана към игри версия на браузъра, наречена Opera GX, през 2019 г.

## История
Най-голямата норвежка телекомуникационна компания, Telenor, поставя началото на развитието на програмата като изследователски проект през 1992 г. По-късно създадената за целта норвежка компания Opera Software поема отговорността за разработката, маркетинга и продажбите на нови версии на програмата.

## Многоплатформеност
Opera е многоплатформен браузър – т.е. приложението може да работи на различни операционни системи, включително Microsoft Windows, macOS, Solaris, FreeBSD и GNU/Linux системи.
Освен за персонални компютри Opera се предлага и във версии за цифрови и мултимедийни устройства, снабдени с малки дисплеи, като мобилни телефони, смартфони, персонални асистенти и игрални конзоли като Wii и PlayStation 3.
Версиите на Opera за настолни компютри и мобилни телефони се предлагат безплатно. Програмата не съдържа никакви рекламни банери, нито скрит зловреден софтуер.

## Други версии

### Opera GX
Opera GX е ориентиран към игри аналог на Opera. Браузърът беше обявен и пуснат в ранен достъп за Windows на 11 юни 2019 г., по време на E3 2019. Версията за macOS беше пусната през декември същата година.
Opera GX добавя функции, насочени към геймърите, върху обикновения браузър Opera. Браузърът позволява на потребителите да ограничат използването на мрежа, процесор и памет, за да запазят системните ресурси. Той също така добавя интеграции с други приложения като Twitch, Discord, Twitter и Instagram. Браузърът също има вградена страница, наречена GX Corner, която събира свързани с
игри издания, сделки и новинарски статии.
На 20 май 2021 г. Opera пусна мобилна версия на Opera GX в бета версия за iOS и Android.

## Свойства на приложението

### Многодокументен и многопрозоречен интерфейс
Opera поддържа използването на подпрозорци (известни още като табове или просто прозорци) и има многодокументен интерфейс. Това означава, че в един прозорец на приложението могат да бъдат отворени много уебстраници, които могат да бъдат оразмерявани и подреждани в колода или мозайка като всеки нормален прозорец в операционната система. Възможно е да се отвори и втори, трети и т.н. прозорец, всеки от които с по един или няколко подпрозорци.
Opera е първият браузър, предложил многопрозоръчен интерфейс, с което се налага като един от основните в битката с Windows и неговия Internet Explorer.

### Бързо избиране
Във версия 9.2 за първи път може да се използва „Бързо избиране“. При отваряне на нов подпрозорец вместо стандартната празна страница Opera показва умалени изображения на девет избрани от потребителя уебстраници, номерирани от 1 до 9, които могат да бъдат отворени с едно щракване, чрез клавишни комбинации или чрез изписване на номера в адресното поле. Така се улеснява още повече достъпът до най-посещаваните сайтове. Също така в страницата „Бързо избиране“ присъства и поле за търсене. Началната страница с умалени изображения е вид оформление също иновация със запазената марка на Opera, като впоследствие много от браузърите създават собствени приставки, с които дублират успеха.

### Сесии
Opera дава възможност на потребителя да запази определен набор от отворени страници във вид на сесия. Този набор от страници след това може да бъде отворен в нов прозорец на браузъра или внесен във вече отворен такъв. Освен това Opera може да бъде настроен така, че да се стартира със страниците, които са били отворени, когато браузърът е затворен. Запазените сесии включват независимата история на всяка страница, както и настройките, които е имала всяка страница като позиция на плъзгача, включени или изключени изображения и т.н.

### Блокиране на изскачащи прозорци
По подразбиране Opera блокира тези изскачащи прозорци, които не са резултат от действие на потребителя (например щракване върху препратка), но може да се настрои по различни начини, като например отваряне на изскачащите прозорци на заден план или блокиране всички нежелани изскачащи прозорци. Блокираните прозорци могат да бъдат отворени по-късно по желание на потребителя.

### Блокиране на нежелано съдържание
Потребителят може да забранява показването на определени изображения и Flash анимации (най-често реклами). При преминаване в специалния режим „Блокиране на съдържание“ Opera откроява само обектите, които могат да се блокират, а потребителят избира чрез щракане нежеланите от него.

### Пощенски и чат клиент
Освен уеб браузър, Opera включва Opera поща – клиент за електронна поща, който поддържа:
- POP, SMTP и IMAP поща,
- адресна книга,
- четец на интернет новини (RSS)
- клиент за нюзгрупи
- IRC чат клиент.

### Мениджър за теглене на файлове
Opera има вграден мениджър за теглене на файлове, който позволява на потребителя да разглежда, прекъсва, продължава или започва отначало тегленето на файлове, съхранява история на последните теглени файлове и позволява отварянето им от самия браузър. Opera предлага и опростен клиент за торенти, насочен към по-неопитните потребители.

### Търсене
Opera разполага с полета за търсене чрез интернет търсачки като Yahoo и Google. Потребителят може да добавя и свои собствени полета, различни от първоначално наличните.

### Защита от измами
Opera има вградена поддръжка за предпазване от измами, която е включена по подразбиране. Така преди отварянето на нов домейн Opera изпраща запитване към сървър на компанията за проверка дали сайтът не се намира в някой от черните списъци с измамни сайтове. Конкретните списъци понякога се променят, текущите са тези на Netcraft и PhishTank за фишинг сайтове и списъкът на TRUSTe за зловредни програми.
При проверката към сървъра за запитване се изпраща само хеш на домейна, а IP-то на потребителя не се съхранява. За сайтове от локалната мрежа не се правят проверки.

### Джаджи
Джаджите са малки самостоятелни приложения, работещи върху основата на браузъра, като часовници, календари, метеорологични данни, новини и други. Разработват се чрез същите технологии използвани в уеб страниците – HTML, CSS, JavaScript. Джаджите на Opera се придържат към (все още незавършения) стандарт на World Wide Web Consortium – Widget Packaging and Configuration, в съставянето на който Opera Software взима дейно участие.

### Смяна на облика
Потребителят може да променя външния вид на Opera, като приложи различен облик, както и като мести бутоните, полетата и страниците. Интерфейсът е преведен на множество езици. Поддържа се създаването на отметка към желана връзка чрез влачене и пускане до лента с инструменти.

### Записки
Потребителят може да въвежда текст или да копира маркиран текст от уебстраница във вградения прост текстов редактор.

### Кошче
Затворените подпрозорци, както и блокираните изскачащи, отиват в кошчето на Opera, откъдето могат да се възстановяват при нужда.

### Достъпност
Opera е проектиран за работа върху слаби компютри и с голямо внимание към потребители, които може да страдат от визуални или двигателни увреждания.
- Opera позволява почти всеки аспект на програмата да бъде контролиран чрез клавиатурата.

- Opera е също така един от първите браузъри, които позволяват движение или поредица от движения на мишката, наречени жестове, да извършват разнообразни действия в браузъра като „назад“, „презареждане“ и т.н.

- Увеличаване/намаляване на страниците позволява да се променя размера на картинки, текст или друго съдържание с цел удобство за хората с увредено зрение.

- „Режим потребител“ позволява използването на потребителски CSS, който дава възможност за висококонтрастен цветен текст и други.

- Гласовото управление (само за Windows версията, само на английски), разработено съвместно с IBM, позволява браузърът да бъде контролиран без мишка или клавиатура, както и прочитането на текст от уебстраници.

### Сигурност
Според Secunia Opera няма непоправени уязвимости, което прави програмата най-сигурния браузър.
Opera не поддържа ActiveX контроли и автоматично стартиране на изпълними файлове (освен ако потребителят е променил настройката за автоматично стартиране) от съображения за сигурност, тъй като те са честа причина за уязвимости в конкурентния Internet Explorer.

### Клавишни комбинации
Opera поддържа множество от клавишни комбинации за бързо изпълнение на почти всяко действие, което може да бъде изпълнено с мишката. Във версия 9.5 някои комбинации се променят на такива утвърдени сред другите браузъри (Alt + D за адресно поле, Ctrl + J за трансфери и т.н.), като за някои от командите остават и старите комбинации (когато това е възможно).
Най-използваните комбинации са:
```
+ – увеличаване (намаляване) на текущата страница
Ctrl + T – отваряне на нов подпрозорец (таб)
Ctrl + W – затваряне на подпрозорец
Ctrl + лява стрелка – отиване към по-стара страница от посетените
Ctrl + дясна стрелка – отиване към по-нова страница от посетените
Ctrl + горна стрелка – избиране на предишната препратка от страницата
Ctrl + долна стрелка – избиране на следващата препратка от страницата
F2 – отиване на нов адрес
F8, Alt + D – маркиране на адресното поле
F2, g<интервал><ключови думи> – бързо търсене за <ключови думи> с 
Гугъл

Ctrl + Tab – придвижване към следващия прозорец
Ctrl + Shift + Tab – придвижване към предишния прозорец
Ctrl + Shift + L – показване на препратките в текущия прозорец
Ctrl + J – отваряне на мениджъра на трансферите
Ctl + Alt + H – показване на предишните посетени страници
Ctrl + F, F3 – търсене на текст в текущата страница
/ – бързо търсене на текст
, – бързо търсене на препратки
Ctrl + Enter – автоматично попълване на уеб формуляри
Alt + P – показване на диалога за настройките на браузъра
Shift + F4 – показване на страничните панели с фокус
```

## Съвместимост с уеб стандарти
Opera е първият и единствен браузър за Windows и вторият изобщо (след Konqueror), който преминава успешно Acid2 теста, проверяващ браузърите за съвместимост с най-новите HTML, CSS и други уебстандарти.
Opera 10 Alpha беше първият браузър на пазара, който премина ACID 3 теста с пълен резултат от 100 точки.
Opera работи коректно с адреси на кирилица и поддържа различни шрифтове за автоматично и настроено представяне на сайтове, изписани на кирилица.

## Поддръжка на Opera от уебсайтове
Често уебсайтовете не се тестват на всички браузъри. Тъй като пазарният дял на Opera е сравнително малък, много уебразработчици не тестват сайтовете си на този браузър. Така, когато сайтът нарушава стандарт, стриктно спазван от Opera или когато Opera се отклонява от стандарт, приложен в сайта, последният може да не работи правилно на браузъра. Някои разработчици стигат дотам, че изобщо забраняват изпълнението на JavaScript кода им на браузъри, различни от посочените от тях (обикновено най-популярните), за да не рискуват приложението им да се изпълни неправилно на браузъри, които не са тествани обстойно. Това в миналото провокира разработчиците на Opera да зададат лъжлив идентификатор на браузъра (в user-agent полето на HTTP заявката), представяйки го като Internet Explorer, с цел браузърът да изпълнява повече приложения. Днес все по-често практиката е уебприложенията да проверяват дали дадена функция се поддържа от браузъра, а не дали самият браузър е поддържан, което отваря повече приложения за Opera.
По-големите уебприложения обаче продължават да се разработват само за конкретни браузъри. Тази практика е обоснована донякъде заради риска от неправилно изпълнение на приложението на браузър, който не е обстойно тестван. Често тези големи приложения боравят с лични данни и извършват сложни манипулации, които могат да нанесат голяма вреда при неправилно функциониране.

### Уеб пощи
Известно време потребителите на Opera не можеха да изпразнят кошчето в пощата си в Hotmail поради грешки в идентифицирането на браузъра от страна на сървъра. В последните си версии Opera въведе функция наречена ua.ini, която позволява на Opera да се идентифицира като различен браузър за отделни уебсайтове, за които е известно, че идентифицират погрешно браузъра.
Когато Google пусна своя Gmail през април 2004, Opera не се поддържаше от пощата. Gmail използва XMLHttpRequest – нестандартен протокол, използван от някои браузъри като Internet Explorer, Firefox и Safari. Opera 8, който излезе една година (на 18 април 2005) след пускането на Gmail, вече поддържа тази функция. Все още съществуват някои проблеми между Opera и Gmail, като например редакторът за богат текст в полето за съставяне на ново съобщение, който не може да се използва във версии преди версия 9.
Различни проблеми са откривани и с Yahoo! Mail, първият от които беше разваленият бутон „Move“. След като Yahoo! Mail беше подновена с нов вид, тези проблеми изчезнаха, но бутонът „Move“ стана много по-голям, отколкото е в други браузъри.

### Други интернет приложения
Google Calendar не поддържа Opera. Google Maps също има определени проблеми.

## Пазарен дял
Към април 2012 дялът на Opera е между 1% и 2% от общия пазар. Това поставя браузъра на пето място по употреба след Internet Explorer, Firefox, Chrome и Safari.